# Matatiele
Matatiele este un oraș din provincia Eastern Cape, Africa de Sud.